# 조휴일
조휴일 (1982년 12월 5일 ~ )은 '검정치마'의 유일한 고정멤버이다. 현재 '검정치마'의 2집 앨범 발매와 함께 왕성한 활동을 펼치고 있다.

## 경력
- 2008년 밴드 '검정치마' 보컬, 연주, 작사, 작곡, 편곡, 프로듀싱
- 2009년 '조덕배' -《25주년 기념앨범》 '뒷모습이 참 예쁘네요' feat. Kebee
- 2011년 '버벌진트' - Go Easy '좋아보여' 피쳐링
- 2011년 '라이너스의 담요' -SHOW ME LOVE 'GARGLE' 피쳐링
- 2011년 'Simon D' - Simon Dominic Presents `SNL LEAGUE BEGINS` '에헤이 (Eh Hey)' 작사, 작곡, 피쳐링
- 2012년 '이은미' - 《세상에서 가장 짧은 드라마》 '그대로' 작곡, 작사
- 2013년 '김예림' - A Voice '컬러링' 작곡, 작사, 편곡

### 정규 앨범
- 2008년 '검정치마' - 201
- 2010년 '검정치마' - 201(Special Edition)
- 2011년 '검정치마' - Don't You Worry Baby (I'm Only Swimming)
- 2015년 '검정치마' - Hollywood
- 2016년 '검정치마' - EVERYTHING
- 2016년 '검정치마' - 내고향 서울엔
- 2017년 '검정치마' - TEAM BABY
- 2019년 '검정치마' - Thirsty
- 2022년 '검정치마' - Teen Trouble

### 비정규 앨범
- 2009년 '조휴일' - my feet don't touch the ground (and i am so winded i can't sing for you today)